# موسوعة الأوائل الكويتية (كتاب)
كتاب موسوعة الأوائل الكويتية، من تأليف عادل حسن السعدون في عام 2009 والذي يدون أوائل الاحداث الكويتية من قبل الميلاد حتى نهاية عام 1961 وهو عام الاستقلال ويتكون من 500 صفحة من القطع الكبير. وأن الوقائع التي تضمنتها الموسوعة مرتبة حسب التسلسل الزمني من الفترة الواقعة قبل الميلاد إلى عام استقلال الكويت في عام 1961.

## مقدمة الكتاب
وفي مقدمة الكتاب يوضح السعدون سبب تأليفه وتجمعيه مادة هذا الكتاب فيقول:
ويضيف:

## شهادة في الكتاب
وفي شهادة له حول الكتاب يقول د.عبد الله يوسف الغنيم رئيس مركز البحوث والدراسات الكويتية: 

## وصلات خارجية
- مقال في موقع وكالة كونا حول صدور الموسوعة
- مقال في جريدة الجريدة حول صدور الموسوعة
- مقال في جريدة الأنباء الكويتية حول الموسوعة